# 碳酸氫甲酯
碳酸氫甲酯又稱碳酸一甲酯或碳酸甲酯酸，是一種酯類有機化合物，結構類似於碳酸二甲酯，但只有一個甲基，可看作碳酸的甲基酯，也可以視為制備碳酸二甲酯反應不完全所產生的產物。
碳酸氫甲酯在常溫下為液體，會在119.1℃時沸騰，54.9℃時會自燃，微溶於水，可用作甲基化試劑。碳酸氫甲酯和碳酸二甲酯皆可被生物降解。
碳酸氫甲酯呈鹼性，可與金屬或酸性溶液反應生成鹽類，例如碳酸甲酯鈉。